# Deadmau5
Џоел Томас Зимерман (енгл. Joel Thomas Zimmerman; Торонто, 5. јануар 1981) познат по уметничком имену Дедмаус (енгл. Deadmau5) је канадски продуцент и извођач хаус (енгл. house) музике из Торонта. Деадмау5 прави стилове на основу хаус жанрова, а понекад и на основу електронске музике. Поред тога што има своја соло издања, такође је радио и поред многих ДЈ-јева као што су Каскаде, Роб Свајер, Најф Парти, Пендулум, итд.

## Порекло Деадмау5
Џоелов отац тврди, док је Џоел био у тинејџерским годинама, дописивао се са својим пријатељима преко комјутера, који се изненада покварио. Када га је отворио да провери шта није уреду, видео је мртвог миша (дедмаус). У друштву је био познат као дедмаус дечак. Џоел је на чату покушао да промени име у Деадмоусе (енгл. Deadmouse), али је било предугачко, па је скратио на деадмау5 ([енгл. ).

## Каријера
Студијски албуми
- Get Scraped (2005)
- Vexillology (2006)
- Random Album Title (2008)
- For Lack of a Better Name (2009)
- 4x4=12 (2010)
- Album Title Goes Here (2012)
- while (1<2) (2014)
- W:/2016ALBUM/ (2016)

Други албуми
- deadmau5 Circa 1998-2002 (2006)
- A Little Oblique (2006)
- Project 56 (2008)
- At Play (2008)
- It Sounds Like (2009)
- At Play Vol. 2 (2009)
- At Play Vol. 3 (2010)
- Meowingtons Hax Tour Trax (2011)
- At Play Vol. 4 (2012)